# MZA Verderón
Les voitures verderones étaient des voitures de chemin de fer espagnoles de l'ancienne Compañía de los ferrocarriles de Madrid a Zaragoza y Alicante (MZA) construites à partir de 1914. 
C'étaient des voitures à bogies à caisse en bois avec un revêtement métallique peint en vert foncé, d'où leur surnom de Verderón. La dénomination officielle était  « coches de carros giratorios para largo recorrido » (voitures à chariots pivotants pour longs parcours).  
Certaines disposaient d'un grand lanterneau sur le toit.
Voitures d'origine :
| Classe        | identifiant MZA | identifiant Renfe | Compart | Places | Constructeur                    | Année | Longueur entre tampons (m) | Tare (t) | Observation       |
| 1re classe    | AWffv 3 a 36    | AA 303 a 336      | 8       | 42     | CAF                             | 1914  | 20.880                     | 41.000   | lanterneau.       |
| 1re classe    | AWffv 37 a 84   | AA 337 a 384      | 8       | 42     | La Brugeoise, Nicaise & Delcuve | 1925  | 20.880                     | 39.680   | fenêtres doubles. |
| 1re clase     | AWffv 85 a 94   | AA 385 a 394      | 8       | 42     | Carde y Escoriaza               | 1928  | 20.880                     | 39.650   | fenêtres doubles. |
| 1re/3e classe | ACWffv 1 a 20   | AAC 301 a 320     | 4+4     | 21+40  | CAF                             | 1929  | 19.070                     | 39.400   | fenêtres doubles. |
| 1re/3e classe | ACWffv 21 a 44  | AAC 321 a 344     | 4+4     | 21+40  | CAF                             | 1930  | 19.070                     | 39.700   | fenêtres doubles. |
| 3e classe     | CWffv 40 a 69   | CC 330 a 359      | 9       | 90     | CAF                             | 1915  | 19.100                     | 37.500   | lanterneau.       |
| 3e classe     | CWffv 160 a 180 | CC 360 a 380      | 9       | 90     | Dyle et Bacalan                 | 1923  | 19.070                     | 36.500   | fenêtres doubles. |
| 3e classe     | CWffv 181 a 201 | CC 381 a 401      | 9       | 90     | CAF                             | 1925  | 19.070                     | 36.900   | fenêtres doubles. |
| 3e classe     | CWffv 247 a 256 | CC 447 a 456      | 9       | 90     | CAF                             | 1926  | 19.070                     | 36.8400  | fenêtres doubles. |
| 3e classe     | CWffv 267 a 301 | CC 467 a 501      | 9       | 90     | CAF                             | 1928  | 19.070                     | 38.500   | fenêtres doubles. |
| 3e classe     | CWffv 347 a 371 | CC 547 a 571      | 9       | 90     | CAF                             | 1930  | 19.070                     | 39.200   | fenêtres doubles. |
| 3e classe     | CWffv 372 a 376 | CC 572 a 576      | 9       | 90     | Carde y Escoriaza               | 1930  | 19.070                     | 39.200   | fenêtres doubles. |

Les CWffv 270, 275, 279, 282, 284, 288, 290, 292, 293 ont 2 compartiments isolés pour le personnel.
Voitures transformées :
| Classe        | identifiant MZA | identifiant Renfe | Compart     | Places | Constructeur | Année | Voiture d'origine | Tare (t) | Observation |
| 3e classe/bar | TCWffv 1 a 3    | CCR 301 a 303     | 3+cafétéria | 30+13  | CAF          | 1934  | CW 267 - 301.     | 38.500   | .           |
| 3e classe/bar | TCWffv 4 a 8    | CCR 304 a 308     | 3+cafétéria | 30+13  | Ateliers MZA | 1935  | CW 267 - 301.     | 38.500   | .           |